# Фурман Олексій
Олексій Фурман (нар. м. Київ) — український фотограф, фотожурналіст, співзасновник студії імерсійного оповідання «New Cave Media» (2016).

## Життєпис
Закінчив Інституту журналістики Київського національного університету імені Тараса Шевченка. Стипендіат програми Фулбрайта, випускник Міссурійської школи журналістики (США).
З 2008 року працював в новинних агенціях. Від 2011 року займається створенням фотоісторій та візуальних проєктів.
Висвітлював Революцію гідності, анексію Криму, зараз документує російсько-українську війну. Роботи публікувалися в Time, The New York Times, The Washington Post, National Geographic, Der Spiegel, The Guardian, Financial Times.

## Нагороди
- Getty Images Reportage додало Олексія до списку Emerging Talent (молодих фотографів)[3];
- гранпрі премії «IAFOR Documentary Photography Award» (2016) — за фотопроєкт «Життя після травми» про важкопоранених українських військовослужбовців[7][2][8][9];
- призер премії для військових кореспондентів Bayeux-Calvados (Франція) в номінації «Молодий Репортер»[3].